# Раск, Свенн-Оге
Свенн-Оге Раск (дат. Svend Aage Rask; 14 июля 1935, Оденсе — 27 июня 2020, Оденсе, Южная Дания) — датский футболист, вратарь, позже — тренер. Выступал за сборную Дании.
Родился в Оденсе, выступал за клуб Б-1909, в составе которого выигрывал первый в истории команды чемпионат Дании (1959) и второй (1964).
В 1964 году Раск в составе национальной сборной Дании принял участие в чемпионате Европы в Испании. На турнире был запасным игроком. 1 июля 1969 года в товарищеском матче против сборной Багамских островов Свенн-Оге дебютировал за сборную Дании.
После завершения карьеры работал тренером вратарей в клубе «Оденсе», под его наставничеством тренировались Ларс Хёг, Томас Сёренсен и Йеспер Кристиансен.

## Статистика

### Матчи Раска за сборную Дании
| Матчи Раска за сборную Дании | Матчи Раска за сборную Дании | Матчи Раска за сборную Дании | Матчи Раска за сборную Дании | Матчи Раска за сборную Дании | Матчи Раска за сборную Дании |
| ---------------------------- | ---------------------------- | ---------------------------- | ---------------------------- | ---------------------------- | ---------------------------- |
| №                            | Дата                         | Соперник                     | Счёт                         | Голы Раска                   | Соревнование                 |
| 1                            | 1 июля 1969                  | Бермуды                      | 6:0                          | —                            | Товарищеский матч            |

Итого: 1 матч / 0 голов; 1 победа, 0 ничьих, 0 поражений.